# Миронов Валерій Андрійович
Миронов Валерій Андрійович — радянський і російський кінооператор-постановник. Лауреат Державної премії Росії ім. Н. К. Крупської (1981). Заслужений діяч мистецтв Росії (1997).

## Біографічні відомості
Народ. 1 серпня 1939 р. у Ленінграді. Закінчив Ленінградський інститут точної механіки та оптики (1964) та операторський факультет Всесоюзного державного інституту кінематографії(1971, майстерня Л. Косматова).
З 1969 р. працює на кіностудії «Ленфільм», з 1973 р. — оператор-постановник.
Зняв українську кінострічку «Полтергейст-90» (1991, студія «Странник», ТПО «Одесса»).

## Фільмографія
- «Практикант» (1973, короткометражний)
- «Лавина» (1975)
- «Знак вічності» (1977)
- «Слід росомахи» (1978)
- «У моїй смерті прошу звинувачувати Клаву К.» (1979)
- «Пізні побачення» (1980)
- «Сонячний вітер» (1982)
- «Серед білого дня...» (1982)
- «Людмила» (1982)
- «Фуете» (1986)
- «Острів загиблих кораблів» (1987)
- «Зломник» (1987)
- «Паперові очі Пришвіна» (1989)
- «Кончина» (1989)
- «Спогади без дати» (1990)
- «Перехід товариша Чкалова через Північний полюс» (1990)
- «Без правосуддя» (1991)
- «Полтергейст-90» (1991, студія «Странник», ТПО «Одесса»)
- «Щасливий невдаха» (1993)
- «Лабіринт кохання» (1993)
- «Остання справа Вареного» (1994)
- «Тоталітарний роман» (1998)
- «Вулиці розбитих ліхтарів-4» (2001)
- «Чорний ворон» (2001—2004, телесеріал)
- «Фредерік, або Бульвар злочинів» (2003, фільм-спектакль)
- «Цар Максиміліан» (2004, фільм-спектакль)
- Театральний роман довжиною у життя (2004, документальний)
- «Оповідь про царя Петра і сина його царевича Олексія» (2004, фільм-спектакль)
- «Гравці» (2004, фільм-спектакль)
- «Доктор філософії» (2004, фільм-спектакль)
- «Ревізор» (2005, фільм-спектакль, реж. Г. Любімова, В. Фокін) та ін.